# Frédéric Tuta (football)
Frédéric Tuta, né le 2 août 1984 à Kinshasa (Zaïre), est un footballeur congolais. Il joue au poste d'attaquant au Rouen Sapins.

## Biographie
Frédéric Tuta arrive au FC Rouen à l'âge de 9 ans avec ses frères Paul-Junior et Cédric par l'intermédiaire de Yves Martin responsable à cette époque du centre de formation, il y effectuera toute sa formation avant de tenter sa chance chez les Anglais de Queens Park Rangers qui évoluent en Football League Second Division puis à Barnet FC en Football Conference ensuite.
C'est durant cette période qu'il effectuera 2 matchs amicaux à Bruxelles avec les espoirs de la RD Congo dirigé alors par Christian N'sengi en vue des préparatifs pour les éliminatoires des jeux olympiques d'Athènes.
Malgré un passage encourageant au Barnet FC et un titre de champion de Conference National il quittera le club à cause des problèmes financiers, direction la Belgique à la RUS Andenne-Seilles en Promotion il disputera 21 matchs sous ses nouvelles couleurs et trouvera le chemin des filets à 14 reprises, mais le club sera tout de même relégué en fin de saison. 
À l'issue de ce championnat il sera testé par le KSK Ronse alors en Division 2 et il se blessera lors d'un match amical contre Mons avant de gagner à nouveau l'Angleterre cette fois-ci pour le club de Brentford FC. 
N'obtenant toujours pas les résultats escomptés de l'autre côté de la Manche et ce malgré une énième tentative au Colchester United FC il fait son grand retour en Haute-Normandie lors de la saison 2007-2008, des passages qui le mèneront d'abord au FUSC Bois-Guillaume en CFA avant de voir la DNCG rétrograder le club un échelon plus bas en début de championnat puis au CMS Oissel par la suite et au FC Dieppe pour finir.
Le 1er juillet 2011, il s'engage en faveur du Qatar SC en Qatar Stars League, pour une durée de 3 ans il passera successivement par les clubs de Al Shamal Sports Club, Al-Shahaniya Sports Club et Al-Ahli Sports Club.
Le 20 août 2012, il rejoint le club bruxellois du BX Brussels présidé par Vincent Kompany en Division 3 pour une durée d'une saison après avoir résilié son contrat à l'amiable avec le club qatari, il y jouera avec son frère Cédric Tuta où ils seront les pièces maîtresses de l'attaque bruxelloise.    
C'est d'ailleurs lui qui inscrira le but de la victoire lors du derby contre l'Union Saint-Gilloise le 14 novembre 2012 au stade du Petit Heysel, mais il ne pourra éviter la relégation du club après que celui-ci écope de 15 défaites sur tapis vert après avoir aligné un joueur non-qualifié.
Par la suite il rejoindra les rangs du RCS Verviétois toujours en Division 3 avec une place de vice-champion de Division 3 B à la clé lors de l'exercice 2013-2014, sa saison demeurera quant à elle mitigée et pour cause les récurrents problèmes financiers du club qui tentera de le transférer durant le mercato hivernal avant que ce dernier ne finisse finalement la saison au club, qui lui par ailleurs se verra refuser par l'URBSFA la licence indispensable en vue de la montée en Division 2. 
Le 29 janvier 2015, après être sorti victorieux auprès des instances belges du conflit qui l'opposait à son ancien employeur il sera libéré de toutes ses obligations, étant convoité par plusieurs clubs de Division 1 belge notamment Mons et OHL il s'engagera contre toute attente en faveur du Chasselay MDA en CFA, club où il y côtoiera des joueurs tels que Sidney Govou ou Ludovic Giuly.